# Gottschalk Geijer
Salomon Gottschalk Alfons Geijer, född 25 maj 1850 på Rosenborg i Eskilsäters socken, död 16 juli 1924 i Österskär, var en svensk officer.  

## Biografi
Geijer avlade mogenhetsexamen i Örebro 1867 och officersexamen 1869, blev underlöjtnant vid Svea artilleriregemente 1869, löjtnant 1875, kapten 1882, major i armén 1890, major vid Wendes artilleriregemente 1892, överstelöjtnant vid Andra Göta artilleriregemente 1894 samt överste och chef där 1895. Han blev chef för Första Svea artilleriregemente 1898, generalmajor i armén, generalfälttygmästare och inspektör för artilleriet 1902, samt ingick i Generalitetets reserv 1903–1913 och 1914–1917. Geijer var chef för Artilleristaben 1890–1895.
1903 tog Geijer avsked ur armén och var fram till 1913 vice verkställande direktör i Trafik AB Grängesberg–Oxelösund. Han var ledamot av styrelsen för Tekniska högskolan 1891–1896, ledamot av fullmäktig i Jernkontoret 1889–1918 (från 1912 ordförande), ledamot av Järnvägsrådet 1917–1919, ledamot av styrelsen för Uddeholms AB samt ett större antal andra bolag. Han var ledamot av flera viktiga kungliga kommittéer, bland annat kommittén för rikets fasta försvar 1897–1898, ordförande i artillerikommittéen samma år, "Djurgårdskommittéen" 1902 och var redaktör för "Artilleritidskrift" 1883–1894. Han blev ledamot av Krigsvetenskapsakademien 1888.

## Utmärkelser
Kommendör av första klassen av Svärdsorden, Kommendör av Vasaordens första klass, Riddare av Nordstjärneorden samt Riddare av Preussiska Kronordens första klass.

## Familj
Gottschalk Geijer var son till löjtnant Carl Gustaf Reinhold Geijer av släkten Geijer (1805-1859) och Lovisa (Lolly) von Geijer (1818–1852) född i släkten von Geijer. Han var bror till Per Adolf Geijer d.ä., samt sonson till Per Adolf Geijer och Anna Gustafva Cronhielm af Flosta. 
Han gifte sig den 6 maj 1885 med Katarina (Ketty) Glosemeyer (född 1861), dotter till grosshandlare Albert Glosemeyer (1826–1907) och Rosalie Windrufva (1827–1867). 
Barn
- statsgeolog Per Adolf Geijer (född 1886)
- Lolly Carolina (född 1889)
- Anna Katarina (Karin) (född 1893).